# Glaciar do Ródano
O glaciar do Ródano (em alemão:  Rhonegletscher ou Rottengletscher) encontra-se no extremo norte do cantão de Valais na Suíça e dá origem ao rio Ródano - que corre no vale de Conches - e vai atravessas o lago Léman antes de desaguar no mar Mediterrâneo. O acesso pelo passo da Furka permite um acesso fácil.
O glaciar do Ródano tem as seguintes características :
- superfície: 17 km²
- comprimento: 10 km
- altura estimada do glaciar: 2250 m

O glaciar começa no maciço do Dammastock a um altitude de 3 600 m. O Glaciar Trifgletscher vem juntar-se-lhe 600 m mais abaixo.

## História
Durante os períodos glaciação, o glaciar do Ródano cobria uma boa parte do sudoeste da Suíça com uma espessura que poderia atingir os 2 000 m. Separava-se por volta do lago Léman em dois braços  dos quais um atingia a região de Lyon em França e o outro partia em direção do Norte pata cobrir os Pré-Alpes Suíços e o  planalto suíço até Berna onde se juntava com o glaciar do Unteraar.
|                             |                             |
| O Glaciar do Ródano em 1900 | O Glaciar do Ródano em 2005 |